# Griend (eiland)
Griend is een onbewoond eiland, gelegen tussen Harlingen en Terschelling in het Nederlandse deel van de Waddenzee. 
Het eiland was in vroeger eeuwen veel groter. Het behoort tot de gemeente Terschelling. Het gedeelte van de Waddenzee rondom Griend heet Grienderwaard.

## Geschiedenis
Griend was in de middeleeuwen een eiland aan het Vlie met een kleine handelsnederzetting. Het was over land nog verbonden met Terschelling en grensde aan het kweldergebied ten zuiden van Suryp (Striep). Het klooster Mariëngaarde (nabij Hallum) vestigde er in de 12e eeuw een uithof en een kloosterschool. De kerk op het eiland was van klooster Ludingakerke. De kloosterschool werd in 1238 opgeheven.

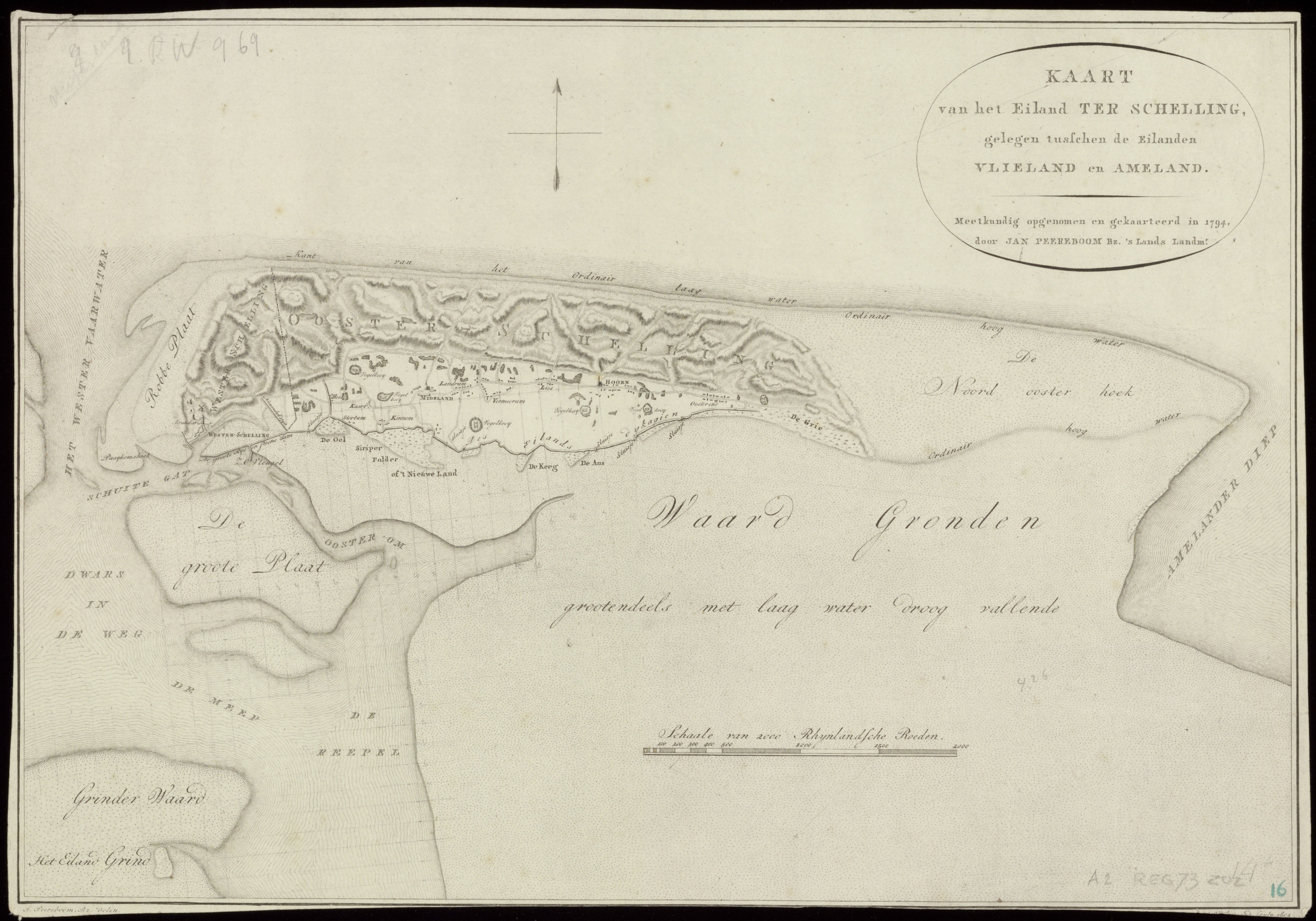
Kaart van Terschelling 1802 met links onder Griend.

Het noordelijk kustgebied van Nederland, Engeland en Duitsland werd op 13 en 14 december 1287 getroffen door de Sint-Luciavloed, die in totaal zo'n 50.000 doden eiste. Ook Griend werd zwaar aangetast. Er bleef aanvankelijk nog een aanzienlijke oppervlakte over, maar die werd wel voortdurend kleiner. Door afslag aan het noorden en aanslibbing aan het zuiden verplaatste het eiland zich naar het zuiden. In 1399 had het nog een omvang van 170 à 180 bunder. Er ontwikkelde zich een nieuw geulenstelsel rond het eiland, waardoor de handelspositie van Griend verloren ging en de landverbinding met Terschelling verdween.
Griend was net als Terschelling van oorsprong Fries gebied en had een eigen grietman. Nadat in 1289 de West-Friesland (regio) definitief door de Hollandse graaf was onderworpen vormde het Vlie de grens tussen de Hollandse en Friese gebieden. Toen vanaf 1398 de Hollandse graven Westerlauwers Friesland hadden veroverd en - kortstondig - het feodale stelsel werd ingevoerd, werd de hoofdeling Ziwaert Popma tot schout benoemd en werd Jan van Arkel met Terschelling en Griend beleend. Tussen 1401 en 1414 voerden de Hollandse graven oorlog met Jan van Arkel, maar de Popma’s wisten hun positie te handhaven. Op 5 maart 1415 kreeg Poppe Siwaertsz Popma het eiland Griend in pacht om het te bedriven ende bewaren ende dairaf te hebben sulc profyt als hi voirtyt dairaf gehadt heeft. Hij mocht dus zijn eerder gebruik voortzetten, de graaf zelf hield de heerlijke rechten.  
De Popma’s gedroegen zich als de feitelijke heer van Terschelling en Griend en zo beschouwden de bewoners hen ook: dominus Scellingi et Grientie. Na 1500 kwam er een eind aan hun macht.
Op kaart van Jacob van Deventer uit 1556 is Griend afgebeeld als een hallig met enige huizen op het hoogste gedeelte, omringd door kweldergronden. In 1611 bleek Griend ‘aanmerkelijk afgespoeld’ en stonden er nog vier eenvoudige boerenwoningen. De pachters hielden in dat jaar tezamen zo’n 25 koeien en ongeveer 300 schapen.
In 1727 bezocht Zacharias l’Epie het eiland, dat toen al onbewoond was. Aan de noordwestkant bleken schelpenvissers diverse oude waterputten te hebben ontdekt met stenen putwanden.

### Kapen
In 1855 werden er op het eiland drie houten kapen gezet die vooral belangrijk waren voor de navigatie in de Blauwe Slenk. Ze waren tien meter hoog en voorzien van scherm en bakenbol. De West- en de Noordkaap waaiden in 1881 om en werden opnieuw opgebouwd. Ze verdwenen in respectievelijk 1928 en 1925. De Oostkaap werd diverse keren vernieuwd en in 1963 vervangen door een elf meter hoge kaap. Deze werd 125 meter zuidelijker gezet omdat het eiland verder was gewandeld.

### Strandwal
Omstreeks 1838 lag er een strandwal met duinvorming in een halve cirkel aan de noordwestkant. In de beschutting daarvan lag een kwelder met enkele slenken die naar het zuidoosten afwaterden. In dat jaar schatte het kadaster de oppervlakte op 23,4 ha. 
Het recht op het gewas van het eiland was in 1817 door de Nederlandse staat aan particulieren verkocht. Zij gebruikten het als weidegebied voor schapen en voor de winning van hooi. Ook werden de eieren van meeuwen en sterns geraapt voor de consumptie. In 1912 werd dit recht verkocht aan de Vereniging tot Behoud van Natuurmonumenten. Natuurmonumenten kreeg van de Nederlandse Staat ook het eiland zelf in erfpacht. Vanaf die tijd werd Griend bewaakt om vogels een veilig broedgebied te geven.
In 1973 werd de strandwal aan de noordwestzijde opgehoogd en met een aantal stenen dammen versterkt. In 1981/82 moest hij opnieuw worden versterkt. Om te bereiken dat met natuurlijke processen het eiland wordt versterkt, werd in 1985 en 1988 in een grote lus ten noordwesten van het eiland een zanddijk aangelegd.

## Griend in de 21e eeuw
Griend is onbewoond. Het is een beschermd natuurgebied dat wordt beheerd door de Vereniging Natuurmonumenten. De enige twee door mensen gebouwde constructies op de zandplaat zijn een houten kaap en een vogelwachtershuis. Het vogelwachtershuis wordt gedurende een deel van het jaar gebruikt als onderdak voor vogelwachters en natuuronderzoekers. Natuurmonumenten organiseert één keer per jaar een dagexcursie, waarbij bezoekers onder begeleiding van een boswachter Griend mogen bezoeken. Voor de rest van het jaar is Griend niet toegankelijk voor het publiek.
Op 13 oktober 2004 presenteerde ingenieursbureau Oranjewoud een plan om Griend tot een waddeneiland om te bouwen. Dat eiland zou in de eerste plaats de natuur in de Waddenzee moeten versterken. In navolging daarvan zouden natuurliefhebbers het kunnen bezoeken om bijvoorbeeld vogels te spotten.
De verwachting dat de versterking in de jaren 1980 zo’n 85 jaar zou zorgen voor behoud door natuurlijke processen kwam niet uit. In 2016 bleek opnieuw versterking nodig. Natuurmonumenten, Rijkswaterstaat en Boskalis creëerden in 2016 een uitbreiding van 250.000 kubieke meter zand met schelpenbanken aan de westkant waarmee er 18 hectare bij kwam. Daarnaast is er zeegras gezaaid.

### Flora
Op Griend staat een enkele boom, naast het huis. Verder is het eiland nog bomenvrij. Op de hogergelegen delen van het eiland groeien grassen zoals zandhaver. Op de lagergelegen delen groeien onder meer lamsoor en zeealsem.

### Fauna
Griend is een belangrijk eiland voor vogels, waaronder trekvogels. Het eiland wordt gebruikt om er te rusten, om voedsel te zoeken en als nestplaats. Op Griend kwam de grootste kolonie van de grote stern van West-Europa voor. Aan het begin van de twintigste eeuw broedden er nog jaarlijks ruim 10.000 paren van deze soort op het eilandje. In 2016 werden nog slechts 590 paren geteld. Daarnaast broeden op Griend onder meer de visdief, Noordse stern, eidereend, bergeend, scholekster, tureluur, kokmeeuw, stormmeeuw, kleine mantelmeeuw, zilvermeeuw, grote mantelmeeuw en incidenteel zwartkopmeeuw en velduil. Tijdens de aanleg van de zanddijk in de jaren 1980 is het eiland gekoloniseerd door de bosmuis. Sinds 2008 wordt het eiland door grijze zeehonden gebruikt als kraamkamer.